# Dolichopeza (Dolichopeza) thysbe
Dolichopeza (Dolichopeza) thysbe is een tweevleugelige uit de familie langpootmuggen (Tipulidae). De soort komt voor in het Australaziatisch gebied.